# Rue de Maguelone
La rue de Maguelone (ou rue Maguelone) est une voie de la commune de Montpellier, dans le département de l'Hérault en région Occitanie. Elle permet de relier la place de la Comédie à la gare de Montpellier Saint-Roch.

## Situation et accès
La rue de Maguelone permet d'accéder à place Auguste Gibert où se situe la gare Saint-Roch depuis la place de la Comédie.
Fermée à la circulation automobile depuis 1986, elle est traversée par la ligne 1 et la ligne 2 de tramway qui s'y arrêtent (arrêt Gare Saint-Roch) avant de rejoindre la ligne 3 et la ligne 4 place Auguste Gibert.
Elle borde notamment le square Planchon, aménagé en 1858 et le temple protestant, inauguré en 1870.